# 斐伊川堤防桜並木

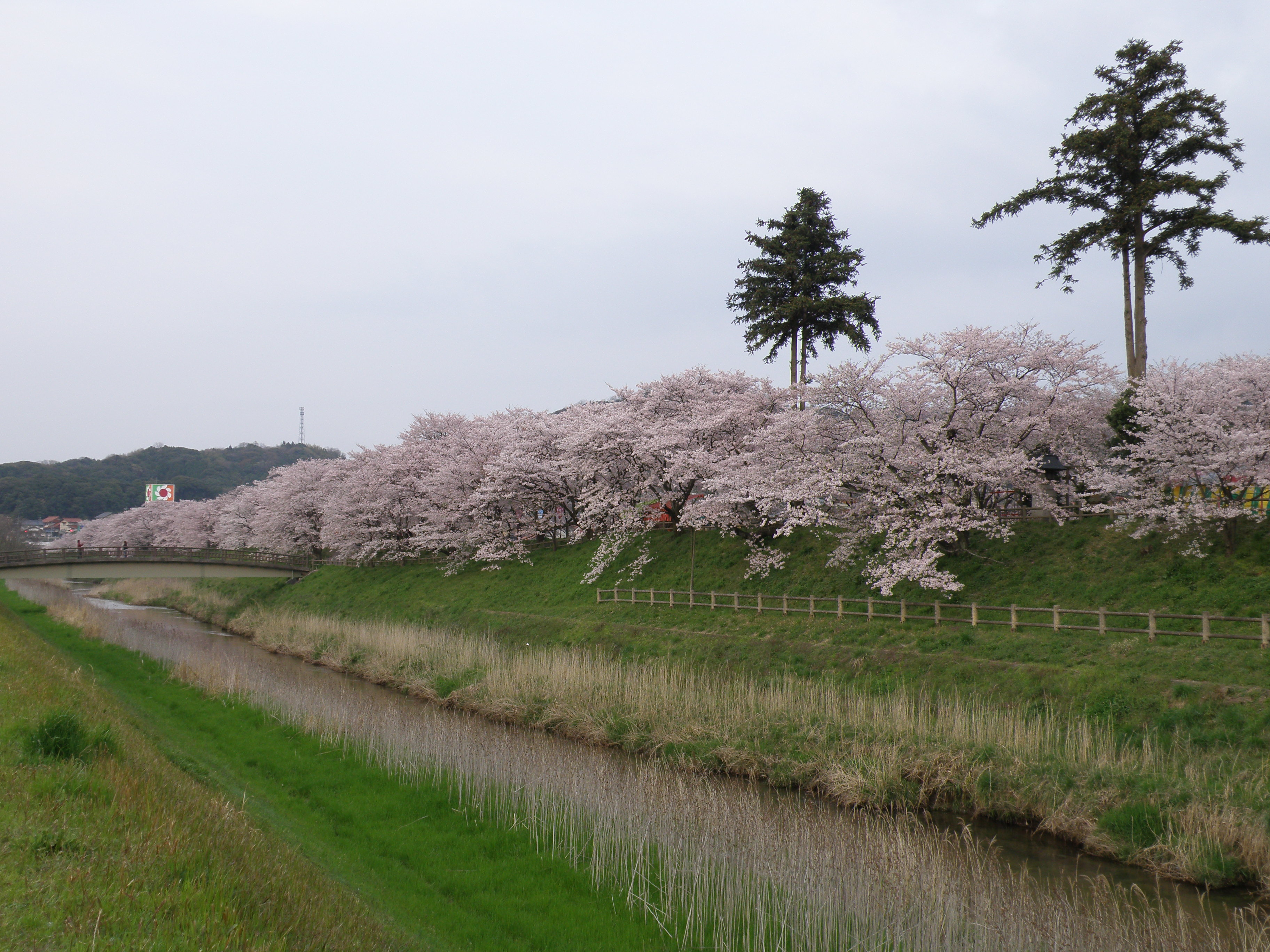
斐伊川堤防桜並木（2008年4月13日撮影）

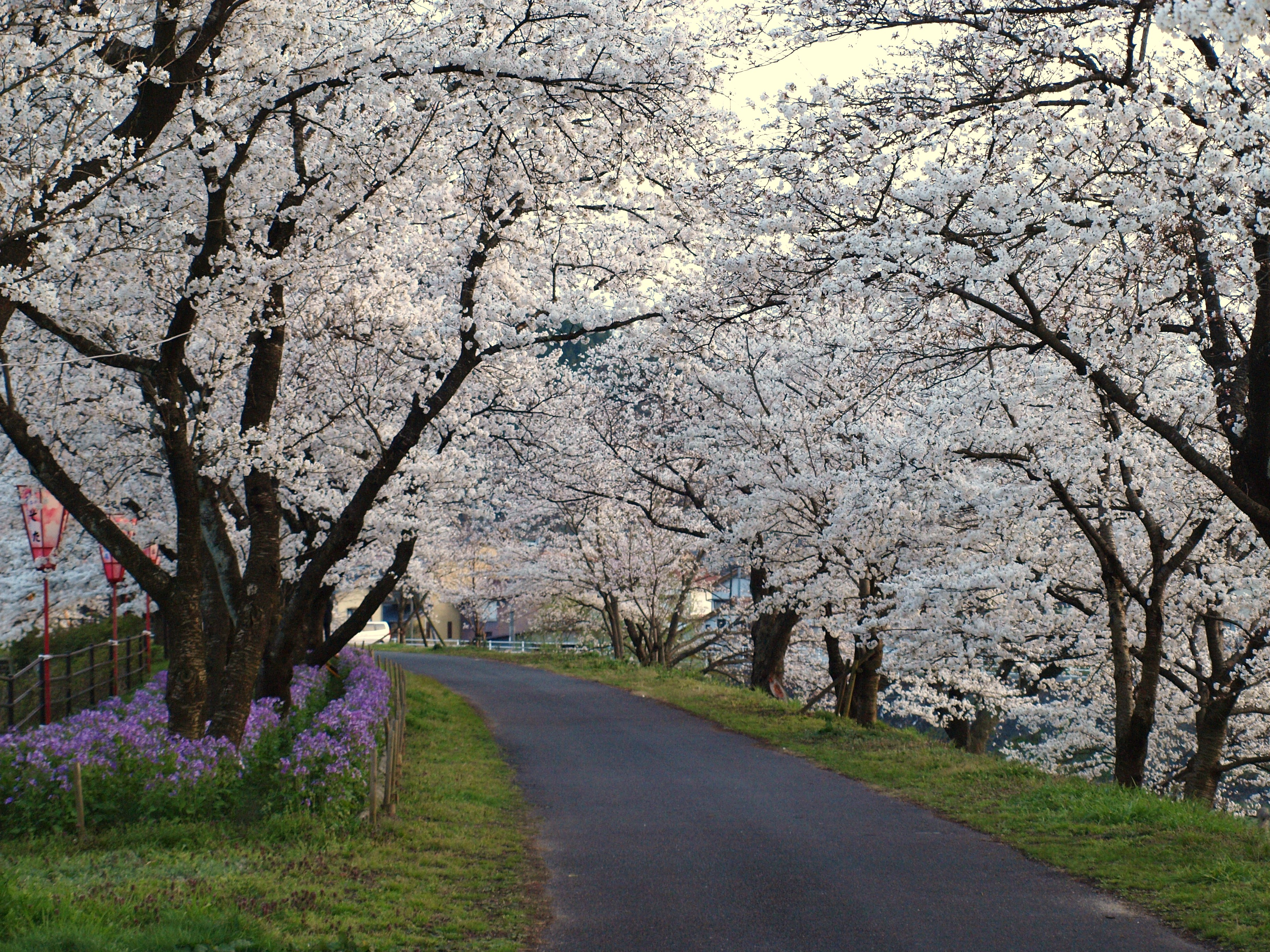
斐伊川堤防桜並木（2009年3月28日撮影）

斐伊川堤防桜並木（ひいかわていぼうさくらなみき）は、島根県雲南市木次町に流れる斐伊川の堤防沿い約2km（木次駅前から上流）の区間に植えられた桜並木の名称。

## 概要
約800本のソメイヨシノが植えられている。
1990年（平成2年）には、日本さくら名所100選にも選ばれている。

## アクセス
- JR西日本木次線 木次駅から徒歩1分。
- 松江自動車道 三刀屋木次インターチェンジから車で5分。
- 国道54号・国道314号

## 催し物
- 3月下旬から4月上旬まで、桜並木沿いに行灯が灯される。また、期間中には「きすき桜まつり」が2日間の日程で開催され、木次駅前に設置される特設ステージでのイベントや、山陰放送（BSSラジオ）の公開生放送など様々な催し物が行われる。

- きすき桜まつり期間中、雲南ブランド化プロジェクトの一環として体験フェアと題し、木次町の商店街に約100mのロングテーブルが設置される。

## 周辺の桜の名所
※雲南市公式サイトによる。
- 木次町
  - 木次公園
  - 木次健康の森
- 三刀屋町
  - 三刀屋川土手
  - 三刀屋城跡公園
- 大東町
  - 丸子山公園
- 加茂町
  - 加茂中央公園
  - 光明寺
  - 光明寺旧道
  - 段部
  - 南加茂公園
- 掛合町
  - 長栄寺